# Margaret Joslin
Margaret Joslin, nata Margaret Lucy Gosling (Cleveland, 6 agosto 1883 – Glendale, 14 ottobre 1956), è stata un'attrice statunitense che lavorò nel cinema all'epoca del muto.

## Biografia
Nella sua carriera, durata tredici anni, dal 1910 al 1923, l'attrice girò quasi cento settanta film. Era sposata con l'attore Augustus Carney, con il quale formò coppia anche sullo schermo. I due furono protagonisti negli anni dieci di una popolare serie di comiche prodotta dalla Essanay, una casa di produzione di Chicago. Serie che vedeva Joslin e Carney come protagonisti rispettivamente nei ruoli di Sophie Clutts e Alkali Ike. Dopo aver divorziato da Carney, Margaret Joslin sposò Harry Todd, uno degli altri attori con i quali aveva lavorato alla Essanay. Con il nome di Mrs. Harry Todd e il nuovo marito, nel 1916 fu messa sotto contratto per una serie di comiche dirette da Hal Roach che aveva come protagonista Harold Lloyd. In seguito, assunse il nome Margaret Joslin Todd.
Margaret Joslin morì il 14 ottobre 1956 a Glendale all'età di 73 anni.

## Filmografia
La filmografia, desunta da IMDb, è completa.

### 1910
- Hank and Lank: As Sandwich Men, regia di Gilbert M. 'Broncho Billy' Anderson (1910)
- The Bad Man's Christmas Gift, regia di Gilbert M. 'Broncho Billy' Anderson (1910)

### 1911
- The Two Reformations, regia di Gilbert M. 'Broncho Billy' Anderson (1911)
- The Puncher's New Love, regia di Gilbert M. 'Broncho Billy' Anderson (1911)
- Alkali Ike's Auto, regia di Gilbert M. 'Broncho Billy' Anderson (1911)
- The Corporation and the Ranch Girl, regia di Gilbert M. 'Broncho Billy' Anderson (1911)
- Mustang Pete's Love Affair, regia di E. Mason Hopper (1911)
- Spike Shannon's Last Fight, regia di Gilbert M. 'Broncho Billy' Anderson (1911)
- A Western Girl's Sacrifice, regia di Gilbert M. 'Broncho Billy' Anderson (1911)
- Town Hall, Tonight, regia di Gilbert M. 'Broncho Billy' Anderson (1911)
- Hubby's Scheme, regia di Gilbert M. 'Broncho Billy' Anderson (1911)
- Broncho Billy's Christmas Dinner, regia di Gilbert M. 'Broncho Billy' Anderson (1911)

### 1912
- The Loafer, regia di Arthur Mackley (1912)
- Widow Jenkins' Admirers, regia di Gilbert M. 'Broncho Billy' Anderson (1912)
- Alkali Ike's Love Affair, regia di Gilbert M. 'Broncho Billy' Anderson (1912)
- A Ranch Widower's Daughters, regia di Gilbert M. 'Broncho Billy' Anderson (1912)
- Alkali Ike Bests Broncho Billy, regia di Gilbert M. 'Broncho Billy' Anderson (1912)
- Alkali Ike's Boarding House, regia di Gilbert M. 'Broncho Billy' Anderson (1912)
- Alkali Ike's Bride, regia di Gilbert M. 'Broncho Billy' Anderson (1912)
- A Western Legacy, regia di Gilbert M. 'Broncho Billy' Anderson (1912)
- Alkali Ike Plays the Devil, regia di Gilbert M. 'Broncho Billy' Anderson (1912)
- Alkali Ike's Pants, regia di Gilbert M. 'Broncho Billy' Anderson (1912)
- Love on Tough Luck Ranch, regia di Arthur Mackley (1912)
- Alkali Ike Stung!, regia di Gilbert M. 'Broncho Billy' Anderson (1912)
- Alkali Ike's Motorcycle, regia di Gilbert M. 'Broncho Billy' Anderson (1912)

### 1913
- Alkali Ike's Homecoming, regia di Gilbert M. 'Broncho Billy' Anderson (1913)
- Alkali Ike's Mother-in-Law, regia di Gilbert M. 'Broncho Billy' Anderson (1913)
- Alkali Ike's Misfortunes, regia di Gilbert M. 'Broncho Billy' Anderson (1913)
- Alkali Ike and the Hypnotist, regia di Gilbert M. 'Broncho Billy' Anderson (1913)
- Alkali Ike's Gal, regia di Jess Robbins (1913)
- Hard Luck Bill (1913)
- The Last Laugh, regia di Jess Robbins (1913)
- Sophie's Hero, regia di Jess Robbins (1913)
- Sophie's New Foreman, regia di Gilbert M. 'Broncho Billy' Anderson (1913)
- That Pair from Thespia, regia di David Kirkland (1913)
- A Snakeville Courtship, regia di David Kirkland (1913)

### 1914
- The Awakening at Snakeville, regia di Jess Robbins (1914)
- Sophie Picks a Dead One, regia di Jess Robbins (1914)
- Snakeville's Fire Brigade (1914)
- Sophie's Birthday Party (1914)
- A Hot Time in Snakeville, regia di Roy Clements (1914)
- The Coming of Sophie's 'Mama', regia di Roy Clements (1914)
- Snakeville's New Sheriff, regia di Roy Clements (1914)
- High Life Hits Slippery Slim, regia di Roy Clements (1914)
- Slippery Slim and the Stork, regia di Roy Clements (1914)
- Pie for Sophie, regia di Roy Clements (1914)
- A Snakeville Epidemic, regia di Roy Clements (1914)
- Broncho Billy's Sermon, regia di Gilbert M. 'Broncho Billy' Anderson (1914)
- Slippery Slim's Stratagem, regia di Roy Clements (1914)
- Sophie Starts Something, regia di Roy Clements (1914)
- Sophie Pulls a Good One, regia di Roy Clements (1914)
- The Snakeville Volunteer, regia di Roy Clements (1914)
- The Wooing of Sophie, regia di Roy Clements (1914)
- Sophie Finds a Hero, regia di Roy Clements (1914)
- Sophie Gets Stung, regia di Roy Clements (1914)
- Slippery Slim -- Diplomat, regia di Roy Clements (1914)
- Snakeville's New Waitress, regia di Roy Clements (1914)
- Slippery Slim's Inheritance, regia di Roy Clements (1914)
- Snakeville's Home Guard, regia di Roy Clements (1914)
- Slippery Slim's Dilemma, regia di Roy Clements (1914)
- Slippery Slim and His Tombstone, regia di Roy Clements (1914)
- Slippery Slim and the Claim Agent, regia di Roy Clements (1914)
- Slippery Slim and the Fortune Teller, regia di Roy Clements (1914)
- When Macbeth Came to Snakeville, regia di Roy Clements (1914)
- Snakeville's Most Popular Lady, regia di Roy Clements (1914)
- Sophie's Legacy, regia di Roy Clements (1914)
- Slippery Slim and the Green-Eyed Monster, regia di Roy Clements (1914)
- Slippery Slim Gets Cured, regia di Roy Clements (1914)
- When Slippery Slim Met the Champion, regia di Roy Clements (1914)
- Snakeville's Peacemaker, regia di Roy Clements (1914)
- Slippery Slim, the Mortgage and Sophie, regia di Roy Clements (1914)
- Snakeville and the Corset Demonstrator, regia di Roy Clements (1914)
- Slippery Slim and the Impersonator, regia di Roy Clements (1914)
- Sophie and the Man of Her Choice, regia di Roy Clements (1914)
- A Horse on Sophie, regia di Roy Clements (1914)
- Snakeville's Reform Wave, regia di Roy Clements (1914)
- Sophie's Fatal Wedding, regia di Roy Clements (1914)
- Sophie's Sweetheart, regia di Roy Clements (1914)
- Snakeville's Blind Pig, regia di Roy Clements (1914)
- Slippery Slim Gets Square, regia di Roy Clements (1914)
- Snakeville's Rising Sons, regia di Roy Clements (1914)

### 1915
- Snakeville's Debutantes, regia di Roy Clements (1915)
- The Battle of Snakeville, regia di Roy Clements (1915)
- When Slippery Slim Went for the Eggs, regia di Roy Clements (1915)
- Sentimental Sophie, regia di Roy Clements (1915)
- When Slippery Slim Bought the Cheese, regia di Roy Clements (1915)
- Sophie's Homecoming, regia di Roy Clements (1915)
- Slim the Brave and Sophie the Fair, regia di Roy Clements (1915)
- Snakeville's Beauty Parlor, regia di Roy Clements (1915)
- Sophie Changes Her Mind, regia di Roy Clements (1915)
- Slippery Slim's Wedding Day, regia di Roy Clements (1915)
- Mustang Pete's Pressing Engagement, regia di Roy Clements (1915)
- Two Bold, Bad Men (1915)
- Sophie's Fighting Spirit, regia di Roy Clements (1915)
- The Undertaker's Uncle (1915)
- How Slippery Slim Saw the Show, regia di Roy Clements (1915)
- Sophie and the Fakir, regia di Roy Clements (1915)
- Others Started It, But Sophie Finished, regia di Roy Clements (1915)
- Snakeville's Twins, regia di Roy Clements (1915)
- Versus Sledge Hammers, regia di Roy Clements (1915)
- A Quiet Little Game, regia di Roy Clements (1915)
- Snakeville's Hen Medic, regia di Roy Clements (1915)
- Snakeville's Weak Women, regia di Roy Clements (1915)
- When Snakeville Struck Oil, regia di Roy Clements (1915)
- The Night That Sophie Graduated, regia di Roy Clements (1915)
- Snakeville's Eugenic Marriage, regia di Roy Clements (1915)
- It Happened in Snakeville, regia di Roy Clements (1915)
- Jack Spratt and the Scales of Love, regia di Roy Clements (1915)
- The Merry Models, regia di Wallace Beery (1915)
- Snakeville's Champion, regia di Wallace Beery (1915)

### 1916
- It Can't Be True!, regia di Craig Hutchinson (1916)
- Twice at Once
- Luke's Lost Lamb, regia di Hal Roach (1916)
- His Temper-Mental Mother-in-Law
- Luke Does the Midway, regia di Hal Roach (1916)
- Luke Joins the Navy, regia di Hal Roach (1916)
- Luke and the Mermaids, regia di Hal Roach (1916)
- Luke's Speedy Club Life, regia di Hal Roach (1916)
- Luke and the Bang-Tails, regia di Hal Roach (1916)
- Luke, the Chauffeur, regia di Hal Roach (1916)
- Luke's Preparedness Preparations, regia di Hal Roach (1916)
- Luke, the Gladiator, regia di Hal Roach (1916)
- Luke, Patient Provider, regia di Hal Roach (1916)
- Luke's Newsie Knockout, regia di Hal Roach (1916)
- Luke's Movie Muddle, regia di Hal Roach (1916)
- Luke, Rank Impersonator, regia di Hal Roach (1916)
- Taking the Count, regia di Wallace Beery (1916)
- Luke's Shattered Sleep, regia di Hal Roach (1916)

### 1917
- Lonesome Luke on Tin Can Alley, regia di Hal Roach (1917)
- Stop! Luke! Listen!, regia di Hal Roach (1917)
- Pete's Pants, regia di Wallace Beery e Roy Clements (1917)
- Lonesome Luke's Wild Women, regia di Hal Roach (1917)
- Over the Fence, regia di Harold Lloyd e J. Farrell MacDonald (1917)
- Lonesome Luke Loses Patients (1917)
- Pinched, regia di Harold Lloyd e Gilbert Pratt (1917)
- From Laramie to London (1917)
- Love, Laughs and Lather (1917)
- We Never Sleep (1917)

### 1918
- A One Night Stand
- Fare, Please
- His Busy Day (1918)
- The Non-Stop Kid, regia di Gilbert Pratt (1918)
- Fire the Cook
- Beach Nuts
- Do Husbands Deceive?
- Nipped in the Bud
- The Dippy Daughter
- The Great Water Peril
- An Enemy of Soap
- Check Your Baggage
- She Loves Me Not (1918)

### 1919
- Wanted - $5,000, regia di Gil Pratt (Gilbert Pratt) (1919)
- Hustling for Health, regia di Frank Terry (1919)
- Ask Father, regia di, non accreditato, Hal Roach (1919)
- Toto's Troubles
- On the Fire, regia di Hal Roach (1919)
- Look Out Below, regia di Hal Roach (1919)
- The Dutiful Dub
- Next Aisle Over
- Just Dropped In, regia di Hal Roach - cortometraggio (1919)
- Young Mr. Jazz
- Crack Your Heels
- Just Neighbors
- A Jazzed Honeymoon

### Anni venti
- Girls Don't Gamble
- The Danger Point
- Tre salti in avanti (Three Jumps Ahead), regia di John Ford (1923)